# Jakob av Kurland
Jakob von Kettler, född 28 oktober 1610, död 1 januari 1682, hertig av Kurland, regerade från 1641 till 1682. Gift med Louise Charlotte av Brandenburg.

## Biografi
Jakob av Kurland av son till den av polackerna avsatte hertig Vilhelm och Sofia av Preussen (hertiginna av Kurland), och erhöll först 1639 sin investitur. Han försökte i striderna mellan Sverige och Polen hålla sig neutral och försökte närma sig kurfursten av Brandenburg, vars syster han gifte sig med. Den 29 september 1658 blev Jakob och hans hustru kidnappad ifrån Mitau, hertigens residensstad, av en liten Svensk styrka. Kidnappningen var beordrad av kung Karl X Gustav och planerad av fältmarskalk Robert Douglas som motvilligt tog sig an uppgiften. Jakob skulle hållas i fångenskap mellan 1658-60 men återfick i Olivafreden sitt land. Jakob gynnade näringarna, särskilt skeppsbyggeri, industri och handel, och skaffade till och med kolonier i både Afrika och Amerika, vilka dock snart gick förlorade.